# Барта, Джастин
Джа́стин Ли Ба́рта (англ. Justin Lee Bartha; род. 21 июля 1978) — американский актёр, продюсер и режиссёр, известный ролью Дага Биллингса в трилогии «Мальчишник в Вегасе» и напарника Николаса Кейджа в фильме «Сокровище нации».

## Биография
Джастин Барта родился 21 июля 1978 года в Форт-Лодердейле (штат Флорида) в еврейской семье Стивена Барта, агента по недвижимости, и Бетти Барта, учительницы. Когда Джастину было 8 лет, его семья переехала в Западный Блумфилд (штат Мичиган). В возрасте 15 лет Джастин начал заниматься актёрским мастерством после того, как сломал запястье, играя в теннис. Он сыграл роль в постановке «Сон в летнюю ночь», после чего основал собственную детскую театральную группу, в которую входило около 15 учеников его школы. В театре ребята ставили пьесы и выступали с ними в детских больницах и начальных школах. После этого Джастин начал брать в Детройте уроки актёрского мастерства у преподавателей из Нью-Йорка. По окончании школы в 1996 году Джастин переехал в Нью-Йорк, где в итоге окончил Нью-Йоркский университет.

## Карьера
Свою карьеру в кино Джастин Барта начал в 1999 году в качестве ассистента в фильме «Анализируй это». Как актёр Джастин дебютировал в короткометражном фильме Tag.
В 2003 году Барта попробовал себя в качестве кинорежиссёра. Он выступил как сценарист, режиссёр и продюсер короткометражной комедии «Достоинства и недостатки», показанной на кинофестивале «South by Southwest» в марте 2003 года. Кроме того, Барта написал сценарий, спродюсировал и сыграл в проекте телеканала MTV под названием «Шоу Дастина и Джастина», представляющем сатирический вызов развлекательной программе Тодда Филлипса. В 2003 году Джастин принял участие в съёмках фильма Мартина Бреста «Джильи», в котором также снялись Бен Аффлек и Дженнифер Лопес. Джастин сыграл роль младшего брата влиятельного федерального обвинителя.
В 2004 году Джастин снялся в роли компьютерного гения Райли Пула в приключенческом фильме «Сокровище нации», в котором также приняли участие Николас Кейдж, Диана Крюгер, Шон Бин, Джон Войт и Харви Кейтель.
В 2005 году Джастин сыграл второстепенную роль в драме Барта Фрейндлиха «Доверься мужчине», а в 2006 году снялся в романтической комедии «Любовь и прочие неприятности» с Мэттью Макконахи и Сарой Джессикой Паркер. В том же 2006 году Джастин сыграл роль Джеффа Кэхилла в ситкоме «Учителя», премьера которого состоялась 28 марта 2006 года на телеканале NBC. Однако из-за низких рейтингов, сериал был снят с эфира уже 15 мая после выхода шести эпизодов.
В 2007 году Джастин Барта снялся в сиквеле фильма «Сокровище нации» под названием «Сокровище нации: Книга тайн». Премьера фильма состоялась в декабре 2007 года. В ноябре 2007 года Джастин Барта был утверждён на съёмки в трагикомедии Кевина Эша «Святые роллеры». В этом фильме его персонаж втягивает своего приятеля (Джесси Айзенберг) в торговлю экстази. В основу фильма были положены реальные события 1990-х годов, когда наркотики переправлялись на территорию США с помощью хасидов. Фильм вышел в прокат в 2010 году.
В 2008 году Джастин начал работу ещё в одном фильме Барта Фрейндлиха. На этот раз он сыграл главную роль в его романтической комедии «Нянька по вызову», в которой также одну из главных ролей исполнила Кэтрин Зета-Джонс. По сюжету персонаж Джастина влюбляется в женщину, на пятнадцать лет старше его (Зета-Джонс), у которой к тому же есть двое детей. В 2009 году в прокат вышел фильм «Мальчишник в Вегасе» в котором Джастин сыграл Дага. В 2011 году вышло продолжение «Мальчишник 2: Из Вегаса в Бангкок».
В 2012 году получил одну из главных ролей в ситкоме «Новая норма».

## Личная жизнь
С 2008 по 2011 год встречался с актрисой и бизнесвумен Эшли Олсен.
С 4 января 2014 года женат на своём тренере по фитнесу Лии Смит. 13 апреля 2014 года у пары родилась дочь Эйса Шарлотт. 16 апреля 2016 года у пары родилась вторая дочь, которую назвали Руби.

## Фильмография
| Год       |     | Русское название                            | Оригинальное название                    | Роль             |
| --------- | --- | ------------------------------------------- | ---------------------------------------- | ---------------- |
| 1998      | ф   | Студия 54                                   | 54                                       | Clubgoer         |
| 1999      | кор |                                             | Tag                                      | Кип Уоффард      |
| 2003      | ф   | Джильи                                      | Gigli                                    | Брайан           |
| 2003      | кор |                                             | Carnival Sun                             | Брайан           |
| 2004      | тф  | Личный досмотр                              | Strip Search                             |                  |
| 2004      | ф   | Сокровище нации                             | National Treasure                        | Райли Пул        |
| 2005      | ф   | Доверься мужчине                            | Trust the Man                            | Джаспер Бернард  |
| 2006      | ф   | Любовь и прочие неприятности                | Failure to Launch                        | Эйс              |
| 2006      | с   |                                             | Teachers                                 | Джефф Кэхилл     |
| 2007      | ф   | Сокровище нации: Книга Тайн                 | National Treasure: Book of Secrets       | Райли Пул        |
| 2008      | ф   | Нью-Йорк, я люблю тебя                      | New York, I Love You                     | Джастин          |
| 2009      | ф   | Мальчишник в Вегасе                         | The Hangover                             | Даг Биллингс     |
| 2009      | ф   | Джек и Джилл: Любовь на чемоданах           | Jusqu'à toi                              | Джек             |
| 2009      | ф   | Нянька по вызову                            | The Rebound                              | Эрам Финкелштейн |
| 2010      | ф   | Святые роллеры                              | Holy Rollers                             | Йозеф Циммерман  |
| 2011      | ф   | Мальчишник 2: Из Вегаса в Бангкок           | The Hangover Part II                     | Даг Биллингс     |
| 2011      | ф   | Тёмная лошадка                              | Dark Horse                               | Ричард           |
| 2012—2013 | с   | Новая норма                                 | The New Normal                           | Дэвид Сойер      |
| 2013      | ф   | Мальчишник: Часть III                       | The Hangover Part III                    | Даг Биллингс     |
| 2013      | ф   |                                             | Brahmin Bulls                            | Алекс            |
| 2013      | ф   | Клуб «CBGB»                                 | CBGB                                     | Стив Баторс      |
| 2015      | ф   |                                             | Headlock                                 | Питер Хоббс      |
| 2015      | ф   | Феникс                                      | Phoenix                                  | Ли               |
| 2015      | ф   | Записки из рая                              | Sticky Notes                             | Брайан           |
| 2015      | ф   |                                             | White Girl                               | Келли            |
| 2016      | с   | Руководство по выживанию от Купера Барретта | Cooper Barrett's Guide to Surviving Life | Джош Барретт     |
| 2017—2018 | с   | Хорошая борьба                              | The Good Fight                           | Колин Морелло    |
| 2018      | ф   | Тачка на миллион                            | Driven                                   | Ховард Вайцман   |
| 2021      | ф   | Малышка                                     | Sweet Girl                               | Саймон Кили      |